# 텔레비전 드라마 목록
다음은 텔레비전 드라마에 관한 목록이다.

## 연대순
- 1950년대 텔레비전 드라마 목록
- 1960년대 텔레비전 드라마 목록
- 1970년대 텔레비전 드라마 목록
- 1980년대 텔레비전 드라마 목록
- 1990년대 텔레비전 드라마 목록
- 2000년대 텔레비전 드라마 목록
- 2010년대 텔레비전 드라마 목록
- 2020년대 텔레비전 드라마 목록

## 나라별 목록
- 대한민국의 텔레비전 드라마 목록
- 일본의 텔레비전 드라마 목록
- 미국의 텔레비전 드라마 목록
- 영국의 텔레비전 드라마 목록
- 중화인민공화국의 텔레비전 드라마 목록
- 중화민국의 텔레비전 드라마 목록
- 필리핀의 텔레비전 드라마 목록
- 터키의 텔레비전 드라마 목록